# Joachim Bernhard von Prittwitz

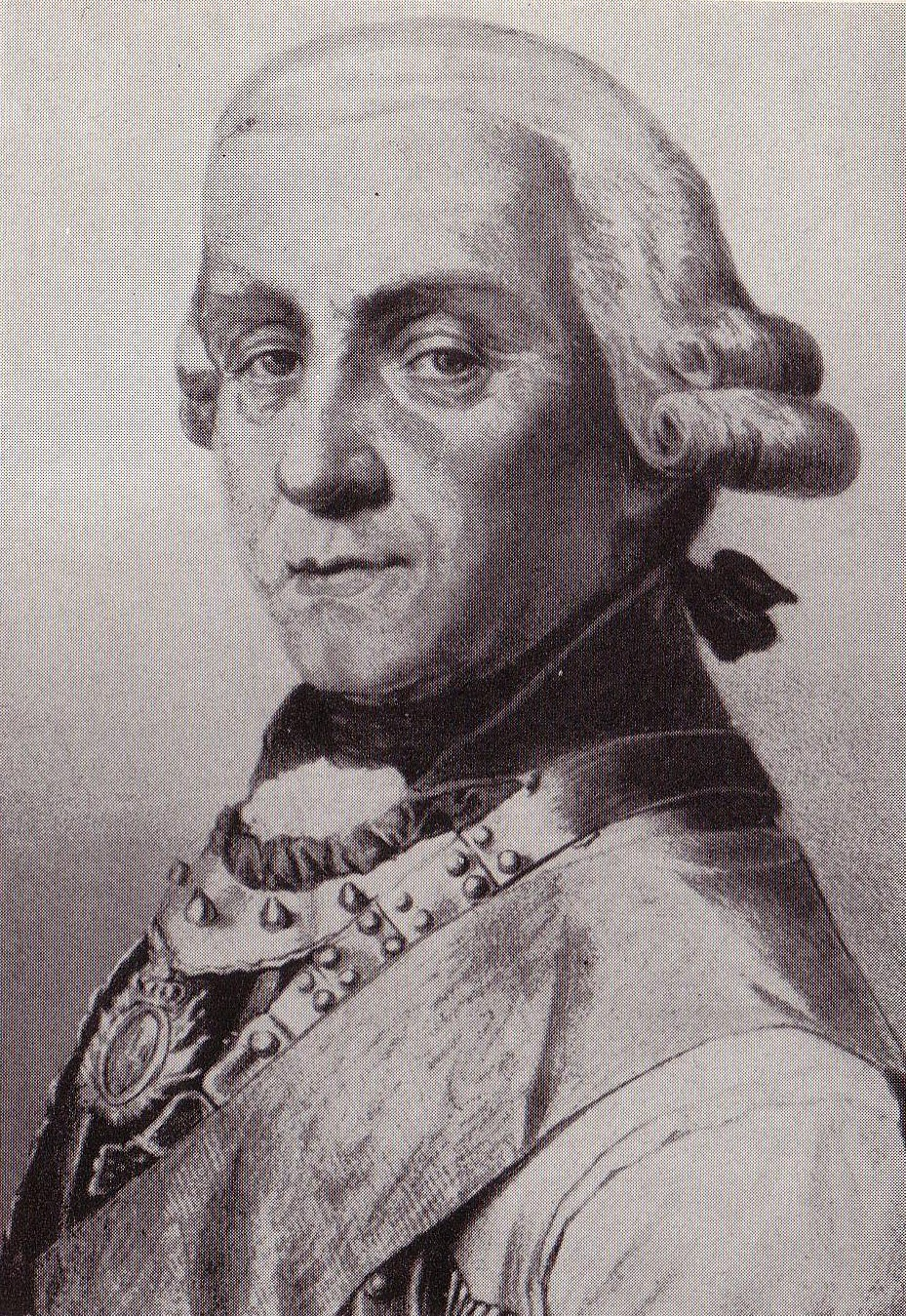
Joachim Bernhard von Prittwitz, preußischer General der Kavallerie

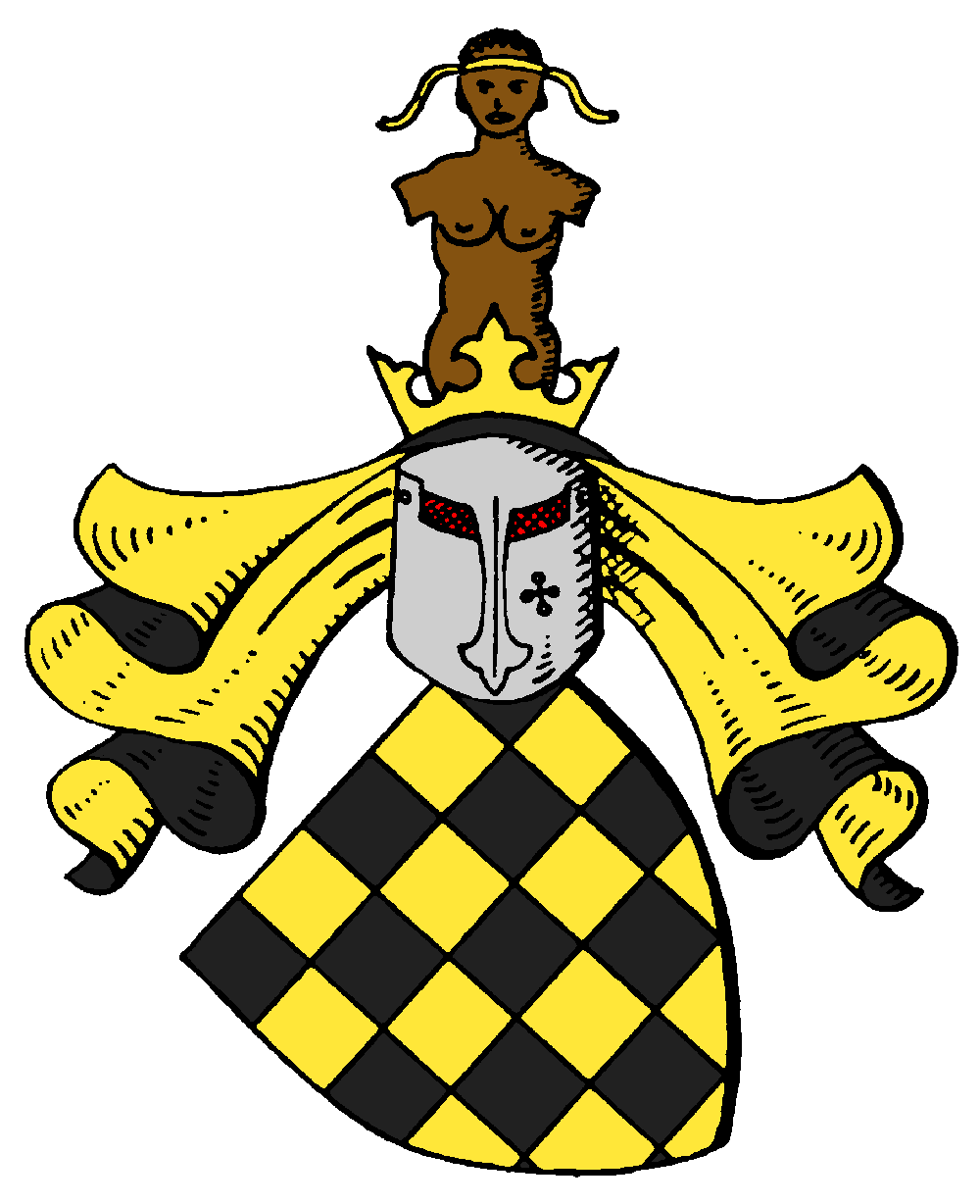
Das Wappen der Familie von Prittwitz und Gaffron

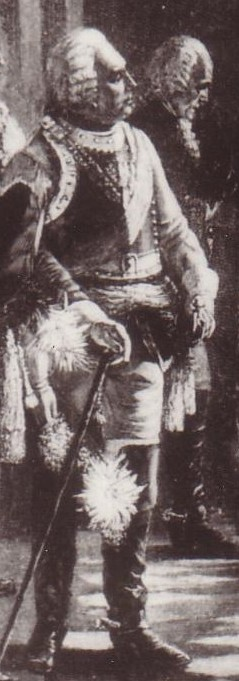
Generalleutnant von Prittwitz (hinten) am Totenbett Friedrichs des Großen (1786; Ausschnitt aus Lithografie von Georg Schöbel)

Joachim Bernhard von Prittwitz (* 3. Februar 1727 auf Gut Lahserwitz, Kreis Wohlau; † 4. Juni 1793 in Berlin) war ein preußischer General der Kavallerie, Inspekteur der Märkischen und Magdeburger Kavallerie sowie Gutsbesitzer auf den brandenburgischen Gütern Quilitz, Rosenthal, Görlsdorf, Quappendorf, Sägewitz, Kienswerder und anderen im Landkreis Lebus.

## Leben

### Herkunft
Er entstammte dem alten, weit verzweigten schlesischen Adelsgeschlecht von Prittwitz und war der Sohn des preußischen Kapitäns und Gutsbesitzers Joachim Wilhelm von Prittwitz (* 13. März 1693; † 5. Juni 1758), Herr auf Lahserwitz, und dessen Ehefrau Sophie Wilhelmine Gottliebe, geborene von Dompnig und Nippern (* 9. Februar 1698; † 28. Oktober 1752).

### Militärkarriere
Prittwitz ging zunächst auf eine Dorfschule, später auf das Oelser Gymnasium. Im August 1741 kam er in das Kadettenhaus in Berlin, im November desselben Jahres als Fahnenjunker in das Dragonerregiment „von Posadowsky“ der Preußischen Armee. Während des Zweiten Schlesischen Krieges nahm er am 7. Juni 1745 an der Schlacht bei Hohenfriedeberg teil. Am 4. April 1746 wurde er zum Fähnrich befördert, war in Schwedt in Garnison und avancierte am 8. Mai 1751 zum Sekondeleutnant. Im Siebenjährigen Krieg wurde Prittwitz in der Schlacht bei Kolin verwundet und erhielt für sein Wirken in der Schlacht bei Zorndorf den Orden Pour le Mérite. Wieder einmal in Geldnot, bat er 1758 seinen König in einem längeren Gedicht um Geld und erhält zur Antwort: „Wer dieses so artig in Verse gebracht, dem werden 500 Dukaten vermacht. – Ich bin Euer wohlaffectionirter König Friedrich.“
Ende 1758 erlaubte der König seinem General von Zieten, sich für sein Husarenregiment aus der ganzen Armee die besten Offiziere auszuwählen, und dieser erwählte auch Premierleutnant Prittwitz. Als Rittmeister und Chef einer Eskadron rettete er König Friedrich den Großen in der Schlacht von Kunersdorf vor dem Tod oder zumindest der Gefangenschaft, indem er auf seinem Schimmel heransprengte und den König aus bedrängter Lage herausschlug, in die dieser geraten war. Nach weiteren Schlachten wurde Prittwitz am 10. Dezember 1760 zum Major befördert und erhielt das Kommando über das 1. Bataillon seines Regiments. 1761 war Prittwitz häufig in persönlichem Auftrag für den König tätig. Aufgrund seiner in den Schlachten erworbenen Verdienste wurde er 1763 nach Ende des Siebenjährigen Krieges, den er als Leutnant begonnen hatte, außer der Reihe zum Oberstleutnant befördert und bald auch Regimentskommandeur. Zusätzlich wurde er am 18. April 1763 mit der Schenkung gleich mehrerer Güter im Landkreis Lebus belohnt – darunter Quilitz, dessen Betrieb Friedrich dem Großen sehr am Herzen lag, weshalb er sich oft persönlich einmischte. Im Oktober 1764 erhielt er die Johanniter-Komtur auf Schivelbein.
In den Jahren nach 1763 kam Prittwitz zivilen Aufträgen des Königs nach, wie z. B. 1765 der Untersuchung der Tauglichkeit des Finow'schen Kanals für die Schifffahrt, 1767 der Überprüfung von Unregelmäßigkeiten bei der Berliner Münze. Am 12. Dezember 1768 wurde er Oberst. Schon während der vergangenen, aber erst recht in den kommenden Jahren bis zu des Königs Tod war Prittwitz häufig zu Gast in Sanssouci. Am 20. Mai 1775 wurde er Generalmajor und kurz darauf Regimentschef der Gens d’armes in Berlin. Gleichzeitig ernannte ihn der König zum Generalinspekteur der Märkischen und Magdeburgischen Kavallerie.
Während des Bayerischen Erbfolgekrieges befehligte Prittwitz 1778 die aus dreizehn Eskadronen bestehende Brigade des rechten Flügels. In den Jahren 1779/83 gründete Prittwitz auf seinem Gut Rudelstadt bei Kupferberg die Kolonie „Prittwitzdorf“, deren Einwohner überwiegend Weber und Bergleute waren. Die Beförderung zum Generalleutnant erfolgte am 20. Mai 1785 und am 26. Mai des Jahres wurde Prittwitz in Magdeburg zum Ritter des Schwarzen Adlerordens geschlagen, die Verleihung fand zwei Tage danach statt. Eine Lithografie von Georg Schöbel zeigt Prittwitz mit anderen Generälen bei ihrem Abschied am Totenbett Friedrichs des Großen am 17. August 1786 auf Schloss Sanssouci in Potsdam.
Am 20. Mai 1789 wurde Prittwitz schließlich durch König Friedrich Wilhelm II. mit einer jährlichen Zulage von 1500 Talern zum General der Kavallerie ernannt. Mitte August 1790 gab er die Inspektion an den Herzog von Weimar ab. Kaum drei Jahre später starb er am 4. Juni 1793. Dazu heißt es in der Prittwitzschen Familiengeschichte von 1870: „An diesem Tage, um Mittagszeit, in seiner Wohnstube zum Empfange der zum Essen kommandirten Offiziere sich ankleidend, stürzte er vom Schlage getroffen zu Boden. ... Die entseelte Hülle wurde nach Quilitz gebracht und in der dortigen Kirche in einem Gewölbe neben dem Altar beigesetzt. - Seine Gemahlin ruht dort an seiner Seite.“
Das Grab des Generals von Prittwitz und seiner Ehefrau Maria Eleonore in der von Karl Friedrich Schinkel 1815/1817 überformten früheren Patronatskirche des heutigen Neuhardenberg ist erhalten geblieben. Im Boden des Altarraums befindet sich eine gusseiserne Grabtafel mit vergoldeten Lettern, die an das Ehepaar Prittwitz erinnert.
Prittwitz wurde auch mit Friedrich dem Großen gemeinsam auf Denkmälern verewigt, so auf der Vorderseite des großen Reiterstandbilds Friedrichs des Großen in Berlin. Prinz Heinrich von Preußen widmete ihm eine Gedenktafel auf seinem Rheinsberger Obelisken.

### Familie
Er selbst konnte als junger Offizier nicht mit Geld umgehen, war deshalb ständig in Geldnot und in daraus resultierenden Schwierigkeiten, heiratete aber als 36-Jähriger am 16. Dezember 1762 in Berlin die verwitwete Maria Eleonore von Paczensky und Tenczin, geborene Freiin von Seherr-Thoß (* 12. Januar 1739 auf Gut Schönfeld, Kreis Schweidnitz; † 23. Februar 1799 in Berlin), die Tochter des Gutsbesitzers Karl Heinrich von Seherr-Thoß, Herr auf den Gütern Schönfeld und Ludwigsdorf, und dessen Ehefrau Anna Elisabeth, geb. von Zedlitz und Leipe. Eleonore brachte als wohlhabende Erbin folgende niederschlesische Güter in ihre Ehe ein: Peterwitz, Kreis Strehlen, Pollogwitz sowie Groß- und Klein-Sägewitz, alle Kreis Breslau, Schönfeld, Ludwigsdorf, Schwenkfeld, Esdorf und Erlicht, alle Kreis Schweidnitz, Rudelstadt bei Kupferberg und Buchwald bei Schmiedeberg, beide Kreis Hirschberg. Zuvor war sie in erster Ehe mit Hans Adam von Paczensky und Tenczin (1700–1761), Herr auf Groß- und Klein-Sägewitz sowie Peterwitz, verheiratet gewesen. Er hatte mehrere Kinder darunter:
- Charlotte Eleonore (1763–1827) ⚭ Friedrich Detlef Reichsgraf von Moltke (* 28. August 1750; † 2. September 1825)
- Friedrich Wilhelm Bernhard (* 11. Dezember 1764; † 2. Oktober 1843) Geheimer Finanzrat ⚭ Charlotte Friederike von Bernard (1767–1815)
- Karl Heinrich (* 5. Februar 1766; † 9. Juni 1826) ⚭ Gräfin Friederike von Blankensee (* 12. Juli 1783; † 17. Dezember 1856)

Seine Enkelin Laurette Reichsgräfin von Moltke (1790–1864) war mit dem Generalleutnant Friedrich Wilhelm von Rauch, Generaladjutant König Friedrich Wilhelms IV. und Militärbevollmächtigter am Zarenhof in Sankt Petersburg, verheiratet. Die Enkelin Charlotte von Prittwitz-Gaffron (* 4. Februar 1794; † 9. Oktober 1865 in Neustadt/Oberschlesien) heiratete den Genealogen Leonhard Dorst von Schatzberg.

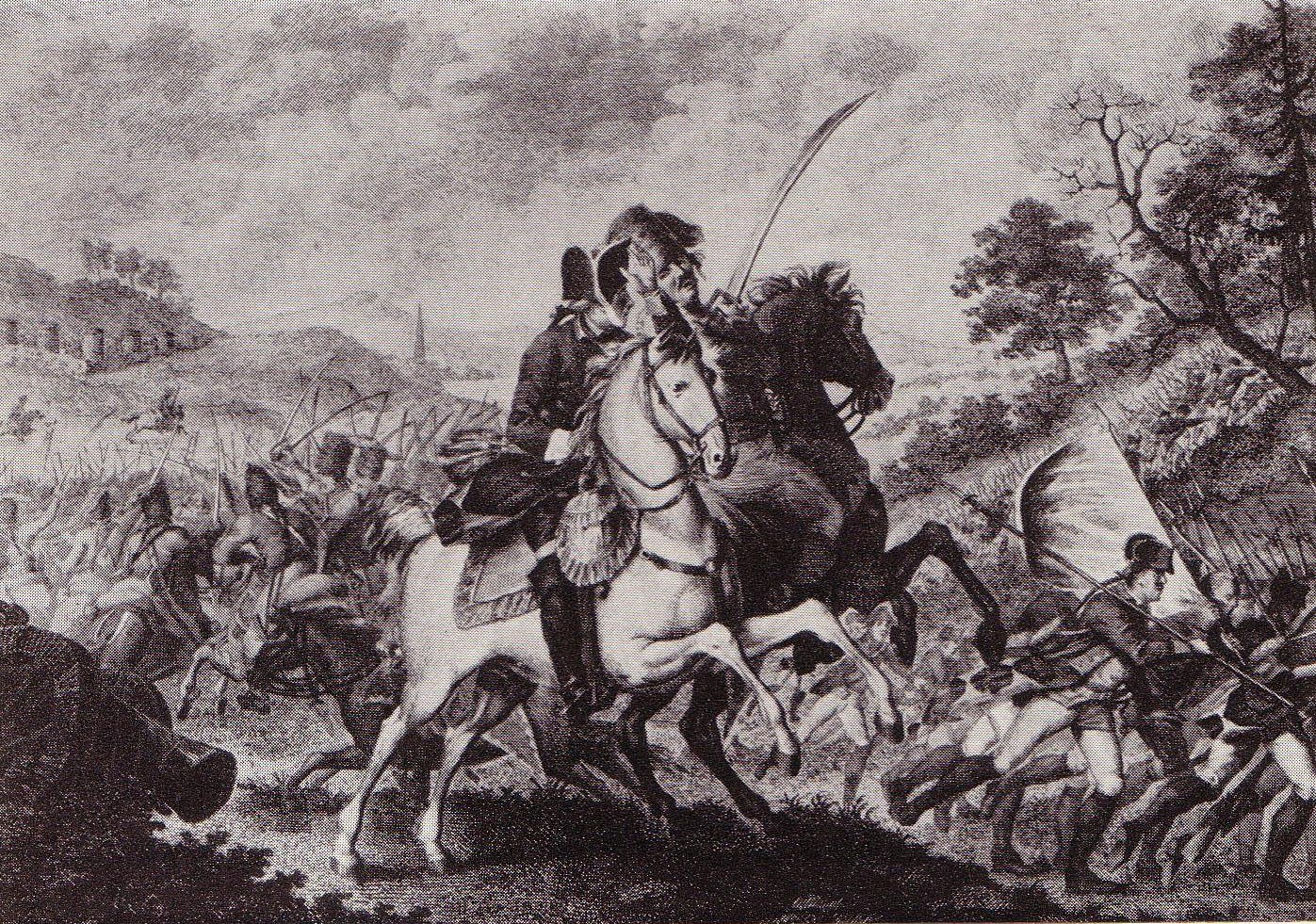
Prittwitz rettet Friedrich den Großen am 12. August 1759 in der Schlacht bei Kunersdorf vor der Gefangenschaft (Stich von J. F. Krethlow)
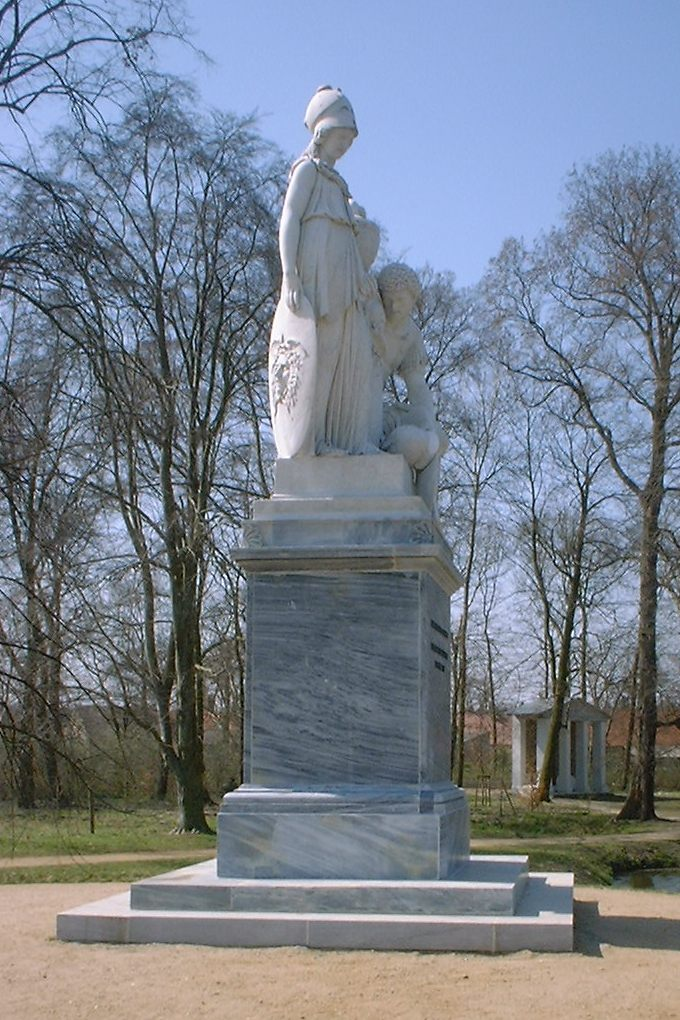
Denkmal für Friedrich II. am Schloss Neuhardenberg
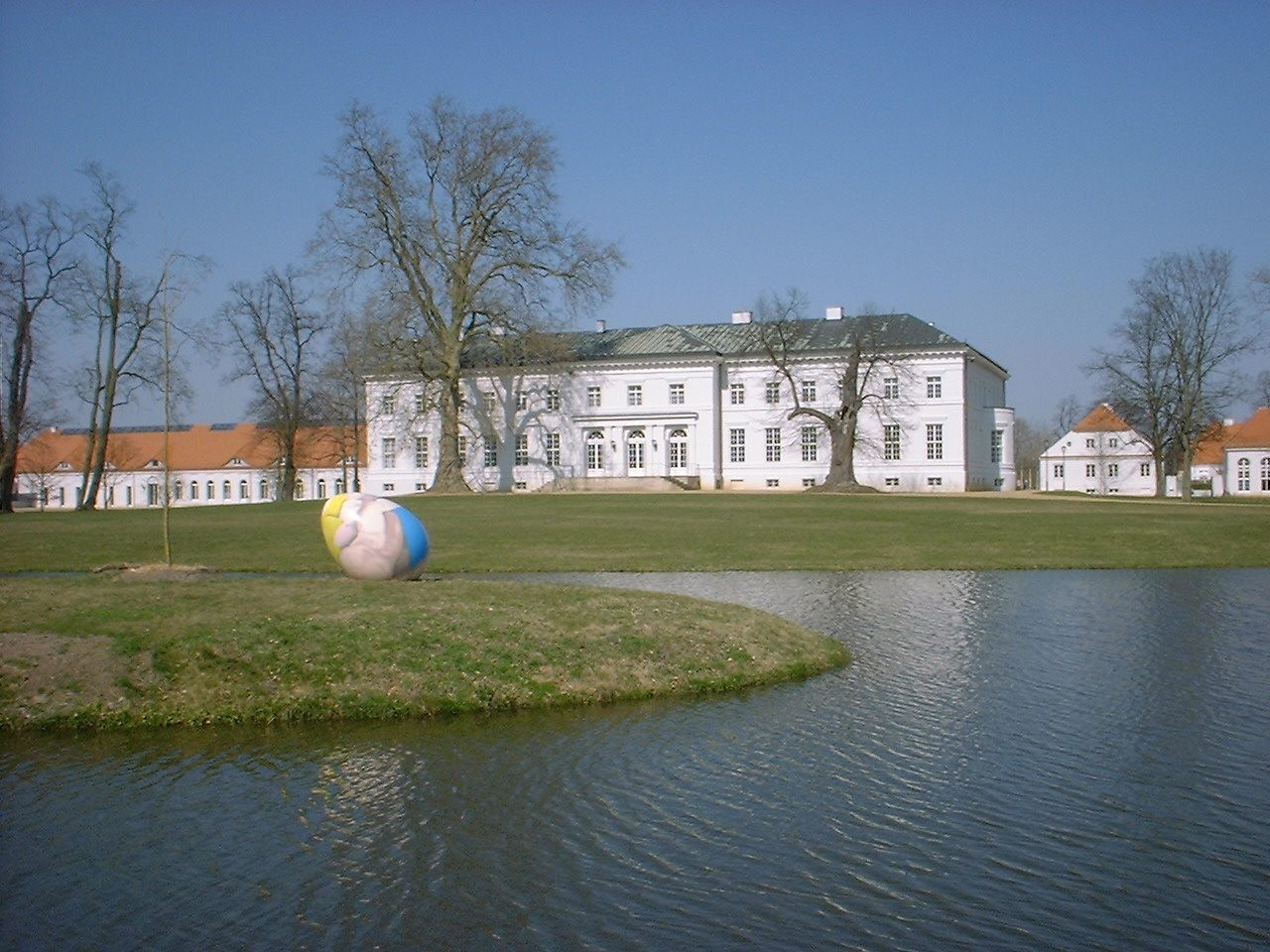
Schloss Neuhardenberg
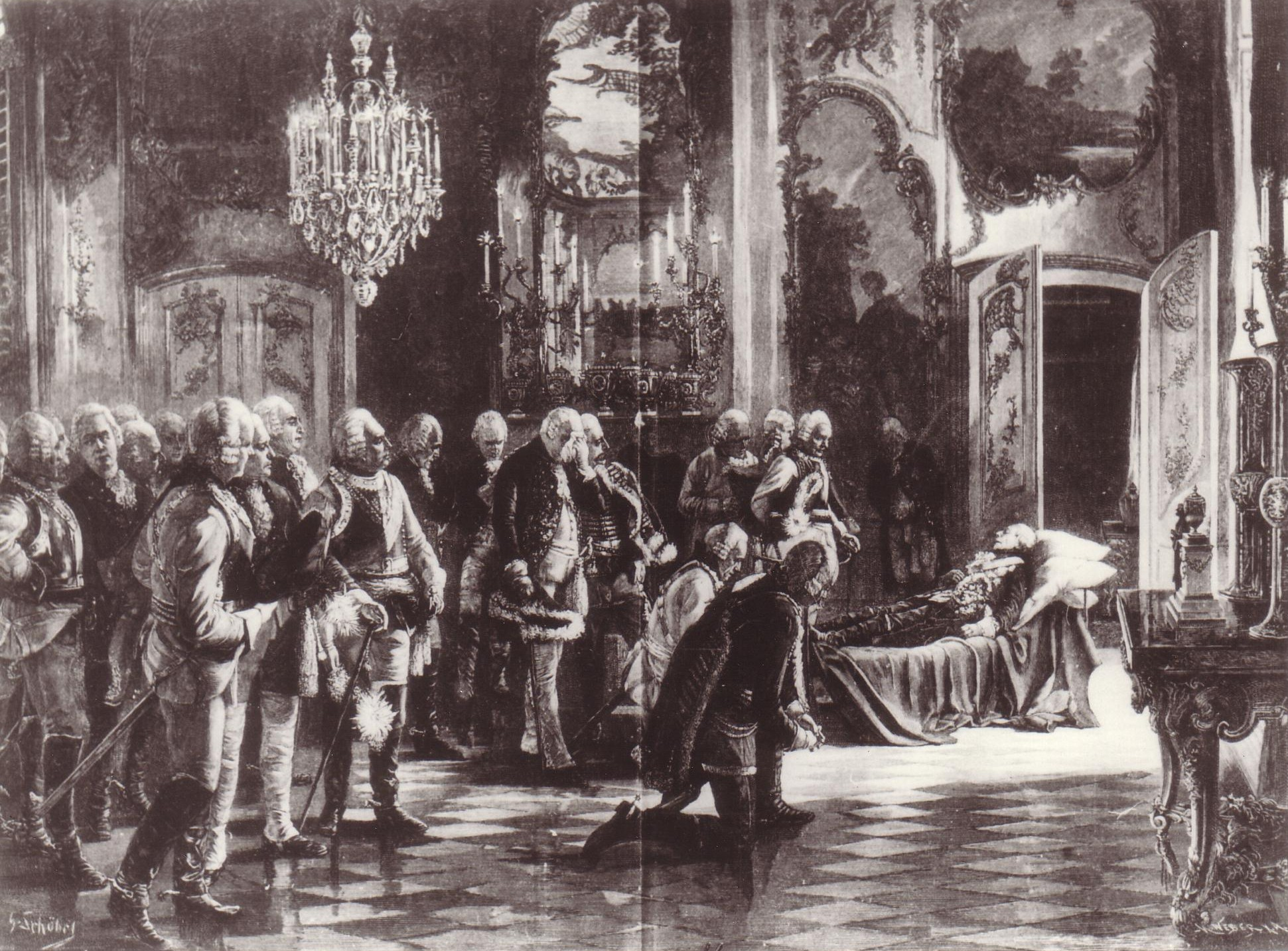
Generalleutnant von Prittwitz (unter Kronleuchter) am Totenbett Friedrichs des Großen (Lithografie von Georg Schöbel)

## Schloss Neuhardenberg

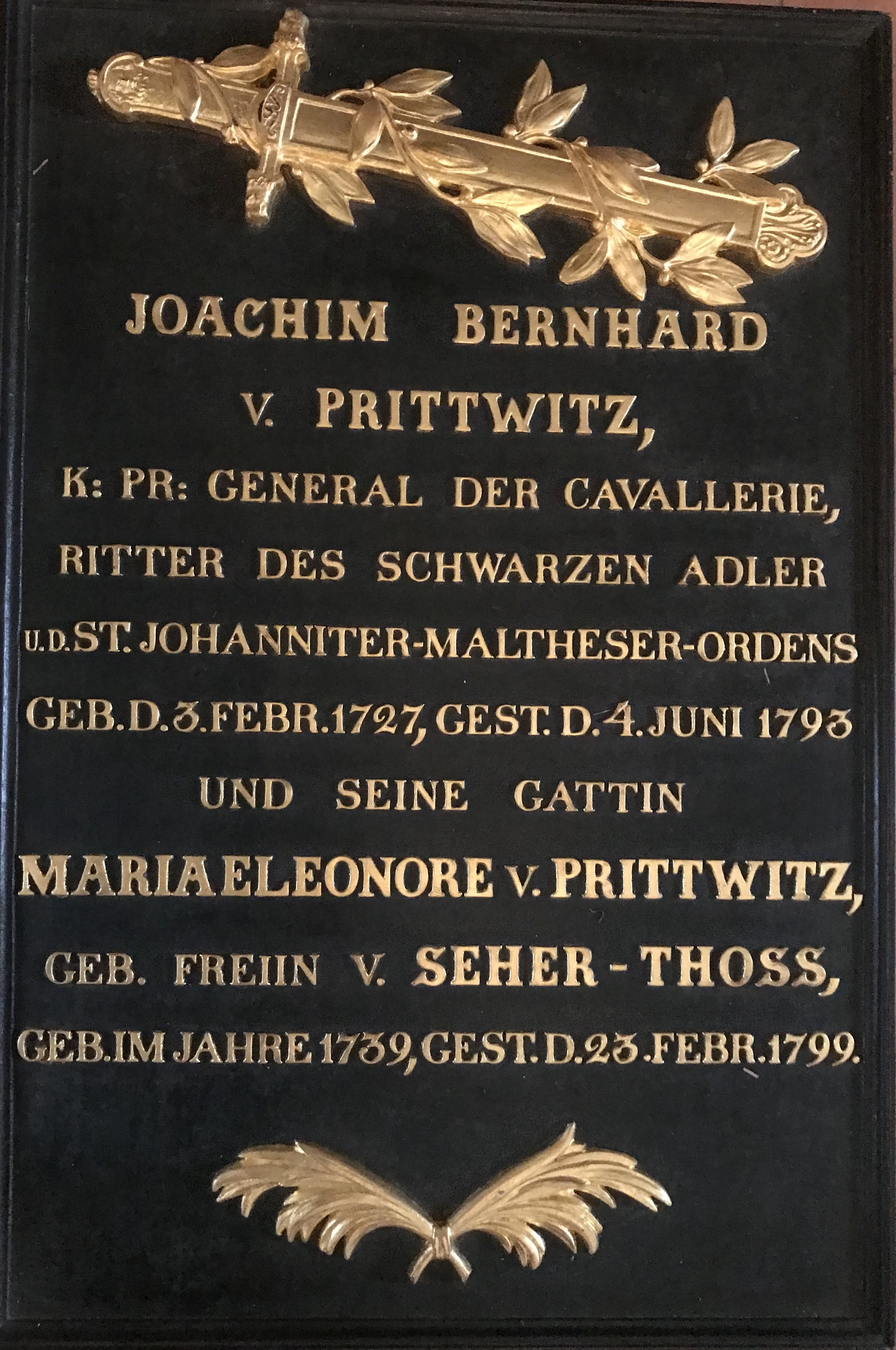
Gusseiserne Grabtafel mit vergoldeten Lettern für das Ehepaar Joachim Bernhard und Maria Eleonore von Prittwitz im Altarraum der Schinkelkirche von Neuhardenberg

Aus Quilitz wurde 1814 Neu-Hardenberg, dann 1949 Marxwalde und 1991 Neuhardenberg in anderer Schreibweise.
Prittwitz ließ um 1770 verschiedene Wirtschaftsgebäude auf dem herrschaftlichen Gut neu- und umbauen. 1785–1790 ließ er dann anstelle des markgräflichen Amtshauses ein Schloss erbauen, eine eingeschossige Dreiflügelanlage mit einem hohen Mansarddach. Um 1790 erfolgte die teilweise Umgestaltung des Barockgartens in einen englischen Landschaftspark.
Nach des Königs Tod im Jahr 1786 ließ er diesem zu Ehren in Rom für 10.000 Taler ein Denkmal aus Prieborner Marmor (Prieborn, Kreis Strehlen) schaffen. Ein weiteres Denkmal (ihn selbst und seine Frau als Mars und Minerva darstellend) ließ er 1792 für Friedrich II. aufstellen, das von Johann Wilhelm Meil entworfen und vom italienischen Bildhauer Giuseppe Martini gefertigt worden war.
Im Juni 1801 kam es zu einem verheerenden Dorfbrand, wobei fast das gesamte Altdorf, das Pfarr- und Schulhaus, die Kirche und Teile der Gutsanlagen am Schloss zerstört wurden. Diese Katastrophe hatte zur Folge, dass die zuvor von des Generals Sohn Friedrich Wilhelm Bernhard von Prittwitz (1764–1843) gefassten Pläne zur Dorferneuerung nun auf die abgebrannten Dorfbereiche erweitert wurden. Der erst 20-jährige Karl Friedrich Schinkel (1781–1841) zeichnete für den Wiederaufbau der Repräsentationsbauten (Kirche, Pfarrhaus, Schulhaus, Guts- und Amtshof) verantwortlich. Der Deichbauinspektor Gotthilf Friedrich Heyfelder und der Rentmeister Scheibel waren für den Wiederaufbau des Dorfes verantwortlich.
Im selben Jahr kümmerte sich Prittwitz jun. verstärkt um den Ausbau und die Verschönerung des herrschaftlichen Parks. Vermutlich stammten die räumlichen Überlegungen von ihm selbst. Der Park wurde bedeutend nach Südosten erweitert. Der ehemalige rechteckige Wassergraben wurde nach Süden geöffnet und in ein Entwässerungssystem integriert.
Fazit: Das heutige Aussehen des Dorfes Neuhardenberg stammt in wesentlichen Teilen aus der Prittwitz-Ära.